# Soahkemohkkejavri (västra)
Soahkemohkkejavri och Soahkemohkkejavri (östra), eller Soakkimokkijävrik är sjöar i Finland. De ligger i kommunen Utsjoki i landskapet Lappland, i den norra delen av landet, 1 000 km norr om huvudstaden Helsingfors. Soahkemohkkejavri ligger 213,1 meter över havet. Omgivningarna runt Soahkemohkkejavri är i huvudsak ett öppet busklandskap. Arean är 36,1 hektar och strandlinjen är 6,88 kilometer lång. Sjön  ingår i Pasvik älvs huvudavrinningsområde. 